# 库布拉特·普列夫
库布拉特·普列夫（Kubrat Pulev，1981年5月4日—），保加利亚重量级拳击运动员。
在业余拳击领域，普列夫曾夺得过2005年世界拳击锦标赛超重量级铜牌、2008年欧洲拳击锦标赛超重量级金牌等。他于2009年转战职业拳坛。此后，他曾夺得过国际拳击联合会（IBF）国际重量级金腰带、世界拳击协会（WBA）洲际重量级金腰带，并两获欧洲重量级金腰带。